# Planina nad Vrhniko
Planina nad Vrhniko (733 mnm) je hrib nad Vrhniko, nedaleč od hriba Ulovka (801 m) v Rovtarskem hribovju. Na Planini oz. Špici, ki je njen najzahodnejši in najvišji vrh, sta razgledni stolp (na novo zgrajen leta 2008, 22 m) in koča, izpred katerih se ponuja lep pogled na Ljubljansko barje. Najenostavnejša pristopa do te izletniške točke sta iz Stare Vrhnike in preko Zaplane.